# Перше світло (книга Престона)
«Перше світло: Пошук краю Всесвіту» (англ. First Light: The Search for the Edge of the Universe) — науково-популярна книга Річарда Престона 1987 року про астрономію та астрономів.
Назва відсилає до астрономічного терміна «перше світло», коли новий телескоп вперше отримує астрономічне зображення. «Першим світлом» також називають ту епоху в історії Всесвіту, коли утворилися перші зорі та галактики.

## Зміст
Центральним героєм «Першого світла»" є телескоп Гейла в Паломарській обсерваторії, який був найбільшим у світі телескопом протягом понад трьох десятиліть. Престон описує його історію та технічні деталі, а також описує багатьох людей, які займаються астрономічними дослідженнями в Паломарі. «Перше світло» зображує астрономів, які досліджують Сонячну систему в пошуках малих планет, і тих, хто шукає найвіддаленіші астрономічні об'єкти у Всесвіті. У книзі описані історичні події, такі як відкриття квазарів.

## Критика
На сьогодні деякі астрономічні підходи та погляди, представлені в книзі, дещо застаріли. Однак книга зберігає значну цінність як джерело інформації про життя астрономів.

## Нагороди
- Книга «Перше світло» отримала нагороду Американського інституту фізики 1988 року за науково-письменницьку роботу[3].
- Керолін Шумейкер, одна з героїнь «Першого світла», назвала астероїд 3792 Престон на честь автора книги, згадавши про саму книгу в цитаті на найменування астероїда[4].